# Barbara Dicker
Barbara Dicker (18 juli 1969) is een Nederlands (voormalig) stemactrice, zij sprak de Nederlandse stem van Pippi Langkous in, in de gelijknamige animatieserie.
Zij was tot 2003 de officiële Nederlandse stem van Minnie Mouse.

## Trivia
- Barbara Dicker is de dochter van Paula Majoor, die voorheen de stem van Pippi deed.[3]
- Er is nooit een exacte reden verteld waarom Barbara Dicker gestopt is met nasynchroniseren. Minnie was de laatste stemrol die ze had gedaan. Haar rol is destijds overgenomen door Melise de Winter.